# Cinque Nazioni 1993
Il Cinque Nazioni 1993 (in inglese 1993 Five Nations Championship, in francese Tournoi des Cinq Nations 1993, in gallese Pencampwriaeth y Pum Gwlad 1993) fu la 64ª edizione del torneo annuale di rugby a 15 tra le squadre nazionali di Francia, Galles, Inghilterra, Irlanda e Scozia, nonché la 99ª in assoluto considerando anche le edizioni dell'Home Nations Championship.
Fu vinto, per la diciottesima volta, dalla Francia che se lo aggiudicò proprio all'ultima giornata di torneo, mentre l'Inghilterra perdeva a Dublino contro l'Irlanda vanificando quindi la possibilità di affiancare in classifica i rivali d'Oltremanica e condividere il titolo.
Si tratta della prima edizione di torneo con in palio un trofeo per il vincitore nonché anche il primo con la meta valevole 5 punti, dopo le modifiche regolamentari di circa un anno prima da parte dell'International Rugby Football Board.
Fu, anche, l'ultima edizione che ammise la possibilità di vittoria condivisa, anche se la circostanza non si verificava più dal 1988: una modifica al regolamento della competizione stabilì che, dal 1994, a parità di posizione in classifica si dovesse discriminare per la differenza punti fatti/subiti, così garantendo che il vincitore di ogni edizione fosse solo uno.

## Nazionali partecipanti e sedi
| Squadra     | Città     | Impianto interno   |
| ----------- | --------- | ------------------ |
| Francia     | Parigi    | Parco dei Principi |
| Galles      | Cardiff   | National Stadium   |
| Inghilterra | Londra    | Twickenham         |
| Irlanda     | Dublino   | Lansdowne Road     |
| Scozia      | Edimburgo | Murrayfield        |

## Risultati

### 1ª giornata
| Arbitro: | Jim Fleming |

|          |      |                 |
| Hunter   | mt   | Saint-André (2) |
| Webb     | tr   | D. Camberabero  |
| Webb (3) | c.p. | D. Camberabero  |

| Arbitro: | Ed Morrison |

|               |      |        |
| Stanger Stark | mt   |        |
| G. Hastings   | tr   |        |
| G. Hastings   | c.p. | Malone |

### 2ª giornata
| Arbitro: | Derek Bevan |

|                    |      |             |
| Lacroix            | mt   |             |
| D. Camberabero (2) | c.p. | G. Hastings |

| Arbitro: | Joël Dumé |

|                |      |              |
| I. Evans 40’   | mt   |              |
| N. Jenkins 40’ | tr   |              |
| N. Jenkins 10’ | c.p. | 4’, 28’ Webb |
|                | drop | 38’ Guscott  |

### 3ª giornata
| Arbitro: | David Leslie |

|            |      |                    |
|            | mt   | Saint-André Sella  |
|            | tr   | D. Camberabero     |
| Malone (2) | c.p. | D. Camberabero (2) |
|            | drop | D. Camberabero     |

| Arbitro: | Joël Dumé |

|                 |      |  |
| Turnbull        | mt   |  |
| G. Hastings (5) | c.p. |  |

### 4ª giornata
| Arbitro: | Sandy MacNeill |

|                |      |             |
| I. Evans       | mt   | B. Robinson |
|                | tr   | Elwood      |
| N. Jenkins (3) | c.p. | Elwood (3)  |
|                | drop | Clarke      |

| Arbitro: | Brian Stirling |

|                                   |      |                          |
| Guscott T. Underwood R. Underwood | mt   |                          |
| Webb                              | tr   |                          |
| Webb (3)                          | c.p. | G. Hastings (3) Chalmers |

### 5ª giornata
| Arbitro: | Owen Doyle |

|                     |      |            |
| Benetton (2) Lafond | mt   | Walker     |
| Lafond              | tr   | N. Jenkins |
| Lacroix (3)         | c.p. | N. Jenkins |

| Arbitro: | Sandy MacNeill |

|            |      |      |
| Galwey     | mt   |      |
| Elwood (2) | c.p. |      |
| Elwood (2) | drop | Webb |

## Classifica
| Pos | Squadra     | G | V | N | P | PF | PS | DP  | Pt |
| --- | ----------- | - | - | - | - | -- | -- | --- | -- |
| 1   | Francia     | 4 | 3 | 0 | 1 | 73 | 35 | +38 | 6  |
| 2   | Scozia      | 4 | 2 | 0 | 2 | 50 | 40 | +10 | 4  |
| 3   | Inghilterra | 4 | 2 | 0 | 2 | 54 | 54 | 0   | 4  |
| 4   | Irlanda     | 4 | 2 | 0 | 2 | 45 | 53 | −8  | 4  |
| 5   | Galles      | 4 | 1 | 0 | 3 | 34 | 74 | −40 | 2  |